# ビジョン・クエスト/青春の賭け
『ビジョン・クエスト/青春の賭け』（原題：Vision Quest）は、1985年制作のアメリカ合衆国の映画。
ワシントン州の高校でレスリング部に所属する男子生徒の、過酷なトレーニングに打ち込む日々と、年上女性との恋を描いた青春ドラマ。

## あらすじ
緑豊かなワシントン州スポケーン。ラウデン・スウェインはトンプソン高校に通う18歳の高校生である。彼は先週18歳になったばかりだが、漫然と日々を過ごしていたことを反省し、なにかやらねばならないと決意する。
レスリング部の190ポンド（82キロ）級でトップの彼は、高校対抗試合で降級して178ポンド（77キロ）級に挑戦したいと宣言し、みんなを驚かせる。コーチに呼び出された彼は、さらに下の168ポンド（73キロ）級でブライアン・シュートと戦いたいと告白する。ブライアン・シュートはフーバー高校の168ポンド級の州チャンピオンで、そのあまりの強さ故にモンスターの異名を持っていた。10キロ近く減量するだけでも大変なのに、その上モンスターのシュートを相手にするとは正気ではないと、コーチに呆れられる始末だった。チームの和を乱す自分勝手なメンバーだとして、主将のオットーはラウデンを目の敵にしていた。
ある日、ラウデンが学校帰りに父親の働く中古車店の前を通りかかると、人だかりができていた。カーラという若い女性にポンコツ車を売りつけた経営者を、従業員であるラウデンの父親が殴ったのだ。車の故障が直るまで、カーラはスウェイン家に滞在することになった。彼女はニュージャージーからサンフランシスコへ向かう途中だった。ラウデンの母親は男を作って家を出ていた。
カーラと同居を始めてから、次第にラウデンは彼女に心を奪われていく。レスリングのトレーニングにもいまいち身が入らない。過度のトレーニングと減量のため、授業中に失神した彼は、国語のテネラン先生に、カーラに対する恋慕を告白する。
コーチ室に呼び出されたラウデンは、降級してシュートと戦うなどというバカげた考えは捨てて、今のクラスで州チャンピオンを目指して奨学金を得るべきだと、コーチに諭される。が、彼は決心を翻そうとしない。無謀なチャレンジで将来を棒に振るのは許さない、それが嫌ならやめちまえと、とうとうコーチもさじを投げた。遅刻してジムに戻ったラウデンは、それでもチーム・プレイヤーかと、オットーになじられる。レスリングはチーム競技じゃない、マットに出ているときチームが力になるかと、ラウデンは言い返し、ペグボードを登り始める。みんなトレーニングをやめてペグボードの下に集まり始める。いつの間にかオットーはラウデンに声援を送り始めていた。そしてとうとう、ラウデンはペグボードの頂上にたどり着く。チームメートからは割れんばかりの拍手。そこへやってきたコーチも彼の熱意に折れ、お前には負けた、飢え死にだけはするなよと、降級を認める。
パブでカーラとテネラン先生が会っているのを見て、ラウデンは嫉妬し、カーラとラウデン先生を露骨に無視し、避けようとする。そのことをカーラになじられ、つい彼女をベッドに押し倒そうとするが、彼女の激しい抵抗を受ける。セックスしか頭にないガキなんかに興味はないと、彼女から厳しい批判を受け、彼は反省する。
シュートとの試合が目前に迫った週末、山奥に独り住まいする父の体の具合が悪いので、様子を見に行ってほしいと、ラウデンは父親から頼まれる。彼はカーラと一緒に車で出かける。道中、ラウデンは自分は童貞なのだと、彼女に打ち明ける。彼女もまた、テネランとはなにもない、ただの友達だと告げる。しかし彼には信じられなかった。セックスがすべてではない、そこが分からないところがまだ子供なのだと、彼女は彼を諭す。
祖父を見舞った帰り道、ついにラウデンとカーラは結ばれる。彼はすっかり舞い上がり、シュートとの試合も、そのためのつらい減量も、どうでもよくなってきたと彼女に言う。そんな彼に、一度決めたことはやり遂げて、シュートと戦うと約束してと、彼女は言う。
その後、彼女はなにも言わずに家を出て行く。学校から帰宅したラウデンは、彼女が去ったことを知り、呆然とする。
いよいよフーバー高校との試合の日がやってくる。ロッカールームで着替えている彼のところに、不意にカーラが現れる。黙って去ったことを責める彼に、私がいたらあなたは試合を捨てていた、一度決めたことはやり遂げてほしかったと、彼女は言う。悔いはないと言うラウデンに、あいつをやっつけてと、彼女は言った。
ラウデンとシュートの試合が始まる。勝負はまったくの互角で、白熱のシーソーゲームが続く。が、4点の僅差でシュートがリードしていた。試合の残り時間はあと27秒。果たしてラウデンは逆転できるのか。

## キャスト
- ラウデン・スウェイン：マシュー・モディーン
- カーラ：リンダ・フィオレンティーノ（吹替：高島雅羅）
- ラリー・スウェイン：ロニー・コックス
- バルドザー：フォレスト・ウィテカー
- クーチー：マイケル・ショーフリング
- ブライアン・シュート：フランク・ジャスパー（吹替：大塚明夫）
- テネラン先生：ハロルド・シルヴェスター（吹替：西村知道）
- コーチ：チャールズ・ハラハン
- エルモ：J・C・クイン
- マージ：ダフネ・ズニーガ
- ラファエル・スバージ
- クーチーの父：ジェームズ・ギャモン
- ロバーツ・ブロッサム
- クラブシンガー：マドンナ（カメオ出演）